# Російський національний оркестр

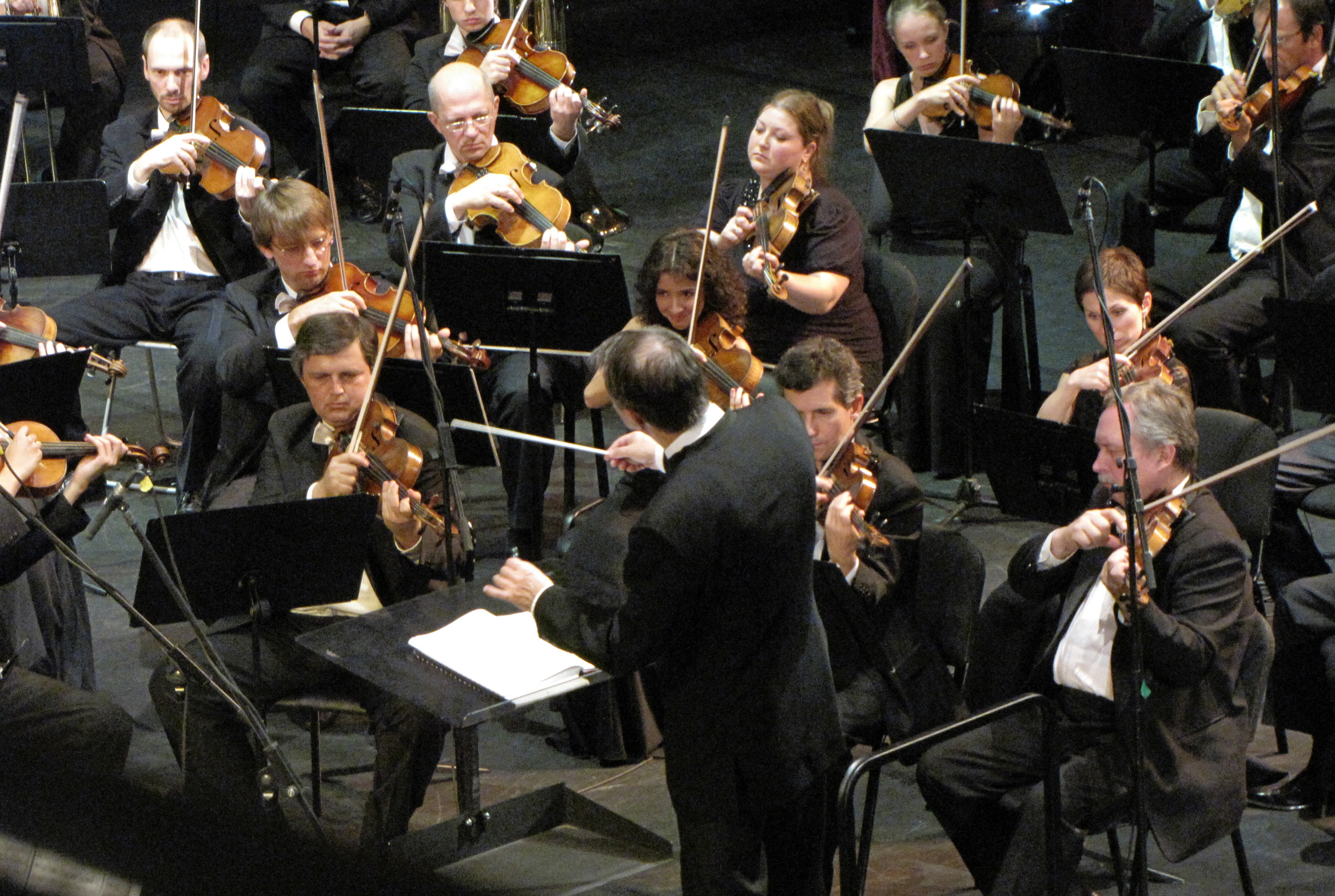
Колектив оркестру

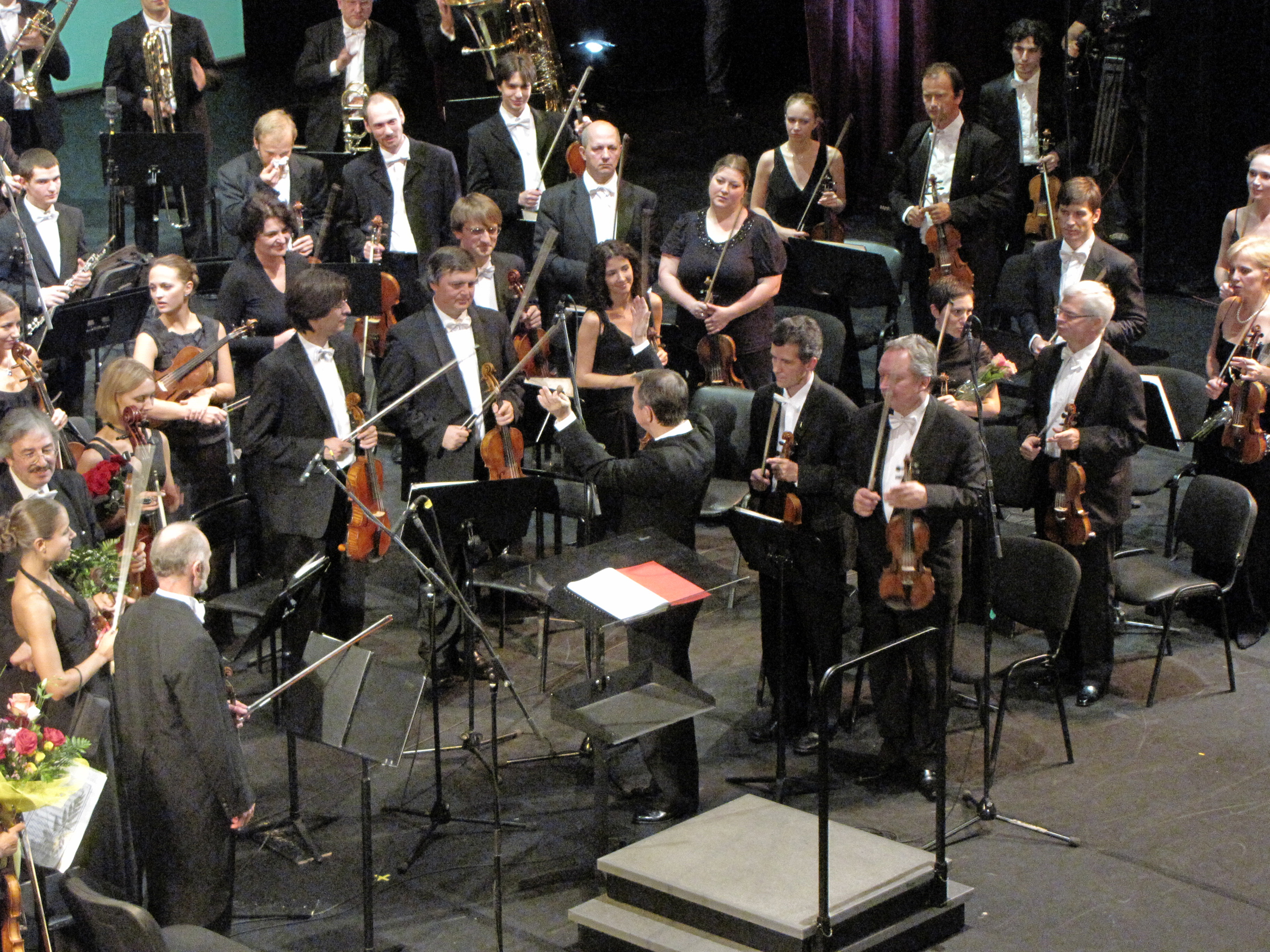
Колектив оркестру

Російський національний оркестр (рос. Российский национальный оркестр, первісно — Російський національний симфонічний оркестр) — академічний музичний колектив, створений у 1990 році піаністом Михайлом Плєтньовим. Базується у Москві.

## Особливості функціонування
Оркестр став першим в радянській історії, що не фінансувався з бюджету. Для його функціонування була створена Опікунська рада РНСО, до якого увійшли представники великих російських і зарубіжних компаній.

## Творча діяльність
На початку 1990-х років оркестр виступав у Ізраїлі та Ватикані, записувався студією Deutsche Grammophon, а також здійснював гастрольні поїздки і всередині країни.

## Сучасний стан
У 1999 році Михайло Плетньов відійшов від управління оркестром і зайнявся індивідуальною концертною діяльністю. До 2003 року оркестр очолював Володимир Співаков. У січні 2003 року посаду головного диригента був скасований і замість нього формується диригентська колегія. Михайло Плетньов знову став художнім керівником. Крім нього в диригентську колегію увійшли такі відомі диригенти, як Кент Нагано, Пааво Берглунд, Крістіан Ганш, Олександр Ведерников і Володимир Юровський.